# Deli Serdang
Deli Serdang is een regentschap (kabupaten) in de Indonesische provincie Noord-Sumatra. Het is gelegen ten zuiden en oosten van Medan. De hoofdstad van Deli Serdang is Lubukpakam, gelegen op 32 kilometer van de noordoostkust van Sumatra en 30 kilometer ten westen van Medan.
Ter vervanging van het oude vliegveld Polonia in Medan opende op 25 juli 2013 een nieuwe en veiligere luchthaven met de naam Kuala Namu, dat gelegen is in Deli Serdang. De bouw ervan was zeven jaar eerder begonnen op 29 juni 2006.
Voorheen was dit regentschap bekend onder de namen Regentschap Deli en Serdang, het bestuur was in Medan gevestigd.